# ساکو سارگسیان
ساکو هوهانسی سارگسیان (ارمنی: Սաքո Հովհաննեսի Սարգսյան؛  زادهٔ ۵ مهٔ ۱۹۱۶ - درگذشته ۶ فوریهٔ ۱۹۸۹)، نویسنده، شاعر و رمان‌نویس اهل ارمنستان بود.

## زندگی‌نامه
وی در ۵ مه ۱۹۱۶ در ایروان به دنیا آمد و از دانشگاه دولتی علوم پرورشی خاچاطور آبوویان ارمنستان فارغ‌التحصیل شد سارگسیان از سال ۱۹۴۷ عضو حزب کمونیست اتحاد شوروی بود. وی در انستیتو باستان‌شناسی و قوم‌نگاری، آوانگارد، یروانی بانوُر و سووتاکان هایاستان فعالیت می‌کرد. وی در ۶ فوریه ۱۹۸۹ در سن ۷۲ سالگی در ایروان درگذشت.

## یادداشت
1. ↑  Institute of Archaeology and Ethnography of National Academy of Sciences of Armenia